# مرد ایرلندی (فیلم ۱۹۷۸)
مرد ایرلندی (به انگلیسی: The Irishman) فیلمی استرالیایی در سبک درام عاشقانه محصول سال ۱۹۷۸ است. این فیلم بر اساس رمانی با همین نام از الیزابت اوکانر توسط دانلد کرامبی نوشته و کارگردانی شده‌است.

## داستان
مرد ایرلندی داستان زندگی پیرمردی گاریچی را حکایت می‌کند که به‌دلیل آمدن اتومبیل درگیر چالش‌های ایجادشده در حمل و نقل در اوایل دهه ۱۹۲۰ میلادی می‌شود.

## تولید
برآورد اولیه تولید این فیلم ۷۶۷ هزار دلار استرالیا بود اما تولید آن بیش از ۸۴۰ هزار دلار در سال ۱۹۷۷ هزینه دربرداشت.

## انتشار
این فیلم فروش ناامیدکننده‌ای در سینماها داشت و موجب ضرر سازندگانش گردید. کارگردان آن بعدها عنوان کرد که اگر پنج تا ده دقیقه بیش از حد طولانی آن را حذف می‌کرد، شرایط به گونه‌ای بهتر می‌شد.

این فیلم به همراه فیلم درخت انبه سرآغاز دوره جدیدی در سینمای استرالیا و شناسایی جاذبه‌های تصویری کوئینزلند شد.